# Ніч страшного суду
«Ніч страшного суду» (англ. Judgment Night) — американський трилер 1993 року.

## Сюжет
Компанія з чотирьох друзів, Френк, Майк, Рей і Джон, вирішують весело провести суботній вечір, з'їздити подивитися боксерський поєдинок. Рей орендує мінівен з супутниковою тарілкою, шкіряними сидіннями і випивкою в барі. Потрапивши у затор вони звертають з дороги, маючи намір об'їхати. У неблагополучному районі під колеса їхнього фургона потрапляє поранений чоловік. Незабаром з'являється місцевий кримінальний авторитет Феллон зі своєю бандою. Він без зволікань добиває чоловіка, який у чомусь провинився перед ним. Хлопці, ставши свідками вбивства, намагаються домовитися з Феллоном. Але той не збирається ні з ким домовлятися і друзі змушені в погоні рятувати свої життя.

## У ролях
| Актор                  | Роль          |
| ---------------------- | ------------- |
| Еміліо Естевес         | Френк Вайатт  |
| Куба Гудінг (молодший) | Майк Петерсон |
| Деніс Лірі             | Феллон        |
| Стівен Дорфф           | Джон Вайатт   |
| Джеремі Півен          | Рей Кокран    |
| Пітер Грін             | Сайкс         |
| Ерік Шроді             | Родос         |
| Майкл Вайзман          | Тревіс        |
| Майкл ДеЛоренцо        | Кід           |
| Реліуес Вебб           | Дре           |
| Вілл Царн              | Чарлі         |
| Юджин Вільямс          | Бак           |
| Крістін Гарнос         | Лінда Вайатт  |
| Галін Горг             | Кларисса      |
| Анджела Альварадо      | Рита          |
| Лорен Робінсон         | Енджі         |